# Rhizoecus menkei
Rhizoecus menkei är en insektsart som beskrevs av Mckenzie 1962. Rhizoecus menkei ingår i släktet Rhizoecus och familjen ullsköldlöss. Inga underarter finns listade i Catalogue of Life.